# Puerto de la Cruz
Puerto de la Cruz é um município da Espanha na província de Santa Cruz de Tenerife, comunidade autónoma das Canárias. Tem 8,7 km² de área e em 2021 tinha 30 179 habitantes (densidade: 3 468,9 hab./km²).

## Demografia
| Variação demográfica do município entre 1991 e 2004[carece de fontes?] | Variação demográfica do município entre 1991 e 2004[carece de fontes?] | Variação demográfica do município entre 1991 e 2004[carece de fontes?] | Variação demográfica do município entre 1991 e 2004[carece de fontes?] |
| ---------------------------------------------------------------------- | ---------------------------------------------------------------------- | ---------------------------------------------------------------------- | ---------------------------------------------------------------------- |
| 1991                                                                   | 1996                                                                   | 2001                                                                   | 2004                                                                   |
| 25447                                                                  | 24542                                                                  | 26441                                                                  | 30088                                                                  |

|                     | Norte: Oceano Atlântico |                   |
| Oeste: Los Realejos | Puerto de la Cruz       | Leste: La Orotava |
|                     | Sul: La Orotava         |                   |